# 보로네시강

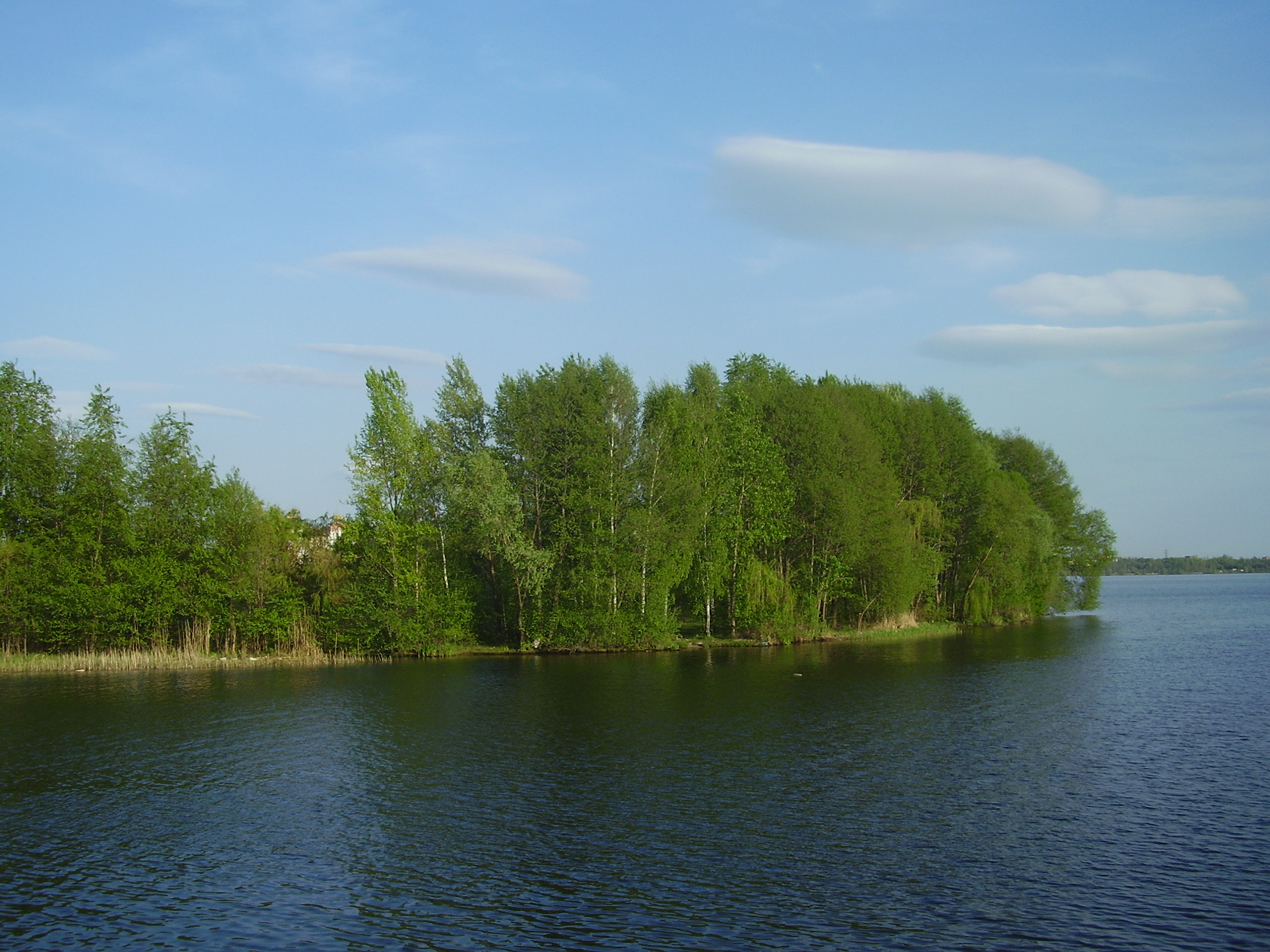

보로네시강(러시아어: Воро́неж)은 탐보프주, 리페츠크주와 보로네시주를 흐르는 강이다. 돈강의 지류이다. 보로네시강은 유역 길이가 342 km이고 유역 면적은 21,600 km2이다. 12월 중순에 얼어붙고, 3월말에 풀린다. 리페츠크와 보로네시가 보로네시강에 접해 있다.

## 같이 보기
- 보로네시강 전투